# Останній лист
«Останній лист» — український короткометражний фільм 2010 року режисера Юрія Ковальова, частина альманаху Мудаки. Арабески.

## Синопсис
Один лист може перевернути життя маленької людини.

## Актори та знімальна група
РежисерЮрій Ковальов
КомпозиторМикита Моїсеєв
СценаристІван Тімшин, Юрій Ковальов
Актори
- Родіон Прокопенко
- Міша Глоба
- Олександр Фуртас
- Тетяна Несвідоменко
- Ася Прокопенко
- Володимир Тихий
- Юрій Ковальов

## Фестивалі й нагороди
- 2010: Кінофестиваль "Молодість", відібраний до конкурсної програми[1]
- 2010: Кінофестиваль "Відкрита ніч". Дубль 15, приз від оргкомітету фестивалю; приз за кращу дитячу акторську роботу Родіону Прокопенко